# 沃特·勞伊德
沃特·勞伊德（Walt Lloyd），是美國廣播公司懸疑類電視連續劇《迷失》的角色之一，由馬爾科姆·大衛·凯利（Malcolm David Kelley）飾演。